# 王致
王致（？—？），字君一，明州鄞縣人，北宋教育家、儒學者。
於鄞江書院講學，世稱鄞江先生。又與樓郁、杜醇、楊適、王說合稱「慶曆五先生」。據說王安石曾為他寫墓誌銘《鄞江墓誌》。